# Interprefrontale schub

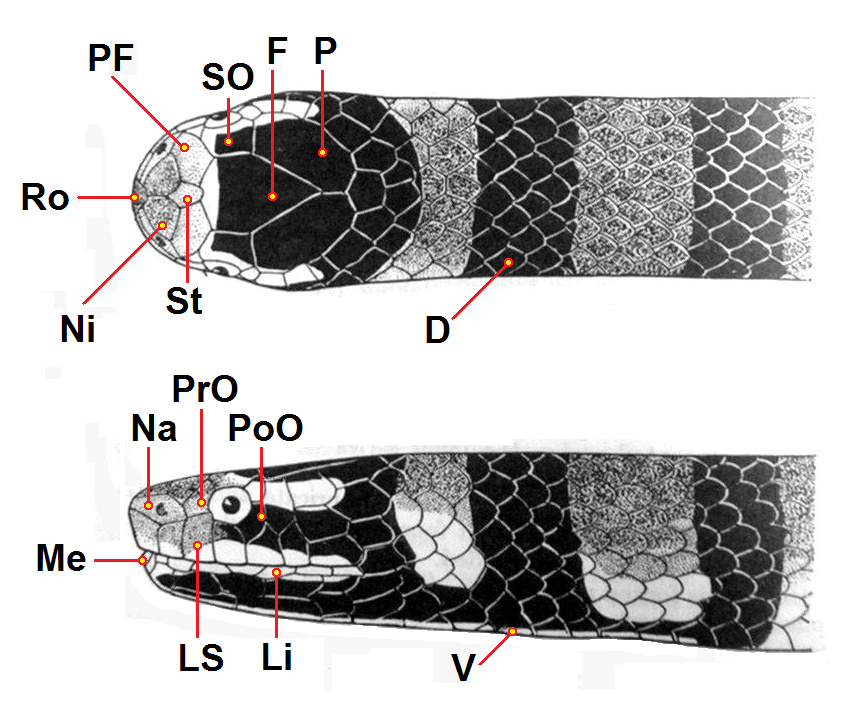
Ringslangplatstaart, interfrontaal= St

De interprefrontale schub of interprefrontaal is een schub die bij de schubreptielen gelegen is tussen de prefrontale schubben. Deze schub komt niet veel voor bij de reptielen. De term wordt gebruikt in de herpetologie om de schubben van reptielen aan te duiden die gelegen zijn aan de kop.
De interprefrontale schub is altijd enkelvoudig en nooit gepaard zoals veel andere kopschubben.